# 藤原実光
藤原 実光（ふじわら の さねみつ）は、平安時代後期の公卿・儒学者・漢詩人・歌人。日野実光とも。藤原北家真夏流（日野家）、右中弁・藤原有信の長男。官位は従二位・権中納言。日野家11代当主にあたる。

## 経歴
寛治5年（1092年）文章得業生になる。因幡権掾、縫殿助、右衛門少尉を歴任し、康和2年（1100年）従五位下に叙爵。
勘解由次官、右衛門権佐、右少弁、防鴨河使を歴任。天仁3年（1100年）左衛門権佐に任ぜられる。周防介を兼任し、天永2年（1111年）正五位下に陞叙。永久3年（1115年）左少弁に進み、保安元年（1120年）近江守に任ぜられる。
勧学院別当、右中弁を歴任し、保安4年（1123年）従四位上・左中弁に叙任される。天治2年（1125年）には正四位下に昇り、大治5年（1130年）右大弁となる。天承元年12月（1132年1月）参議に任ぜられて、左大弁、勘解由長官を兼ねる。翌年には美作権守も兼任。
長承3年（1134年）従三位・大宰大弐に叙任。保延2年（1136年）権中納言、大宰権帥に進む。保延5年（1139年）正三位に昇り、保延6年（1140年）従二位に至る。
康治2年12月（1144年1月）中納言を辞し、翌年出家。久安3年（1147年）薨去。享年79。

## 官歴
- 寛治5年12月29日（1092年2月8日）：文章得業生[1]
- 寛治6年（1092年）正月25日：因幡少掾
- 嘉保3年（1096年）正月24日：縫殿助
- 永長2年（1097年）正月23日：蔵人
- 承徳3年（1099年）正月22日：右衛門少尉、蒙使宣旨
- 康和2年（1100年）正月5日：従五位下（策）
- 康和5年（1103年）11月1日：勘解由次官
- 長治2年（1105年）3月10日：右衛門権佐、蒙使宣旨
- 長治3年（1106年）正月5日：従五位上
- 嘉承元年12月27日（1107年1月22日）：右少弁（佐如元）
- 嘉承3年（1108年）3月：防鴨河使
- 天仁3年（1110年）正月28日：左衛門権佐、周防介
- 天永2年（1111年）正月6日：正五位下（佐労）　12月13日：昇殿
- 永久3年（1115年）8月13日：左少弁
- 永久5年（1117年）4月19日：蔵人
- 保安元年（1120年）11月25日：近江守（止蔵人佐）
- 保安2年（1121年）3月：勧学院別当
- 保安3年12月23日（1123年1月22日）：右中弁
- 保安4年（1123年）正月6日：従四位下　11月17日：従四位上（大嘗會國司）　12月20日：左中弁
- 天治2年（1125年）11月20日：正四位下（石清水行幸賞）
- 大治5年（1130年）右大弁
- 天承元年12月22日（1132年1月12日）：参議　24日：左大弁、勘解由長官
- 天承2年（1132年）正月22日：美作権守
- 長承2年（1133年）2月22日：大宰大弐（去大弁）
- 長承3年（1134年）正月5日：従三位（行幸松尾北野行事賞）　22日：大宰大弐
- 保延2年（1136年）11月4日：権中納言、大宰権帥
- 保延5年（1139年）正月7日：正三位（納言労。先年行幸稲荷祇園行事賞）
- 保延6年（1140年）正月6日：従二位（保安二年行幸春日行事賞）
- 康治2年12月（1144年1月）：辞中納言
- 天養元年（1144年）10月22日：出家

## 系譜
- 父：藤原有信[2]
- 母：藤原実政の娘
- 妻：藤原有定の娘
  - 男子：日野資憲
- 妻：高階重仲の娘
  - 次男：藤原資長（1119-1195）
  - 男子：藤原光成
- 生母不明の子女
  - 男子：光澄
  - 男子：覚海
  - 男子：忠玄
  - 男子：慶智

甥に親鸞がいる。